# Lacchan Alto
Lacchan Alto es un caserío peruano ubicado en el distrito de Sondorillo, perteneciente a la provincia de Huancabamba del departamento de Piura, al norte del Perú. 

## Ubicación
Lacchan Alto se ubica al centro de la provincia de Huancabamba, en el distrito de Sondorillo, en el departamento de Piura.

## Demografía
En 2017 Lacchan Alto tenía una población de 691 habitantes.